# Dinozaur (film)
Dinozaur (ang. Dinosaur, 2000) – amerykański film animowany wyprodukowany przez Walt Disney Pictures. Kombinacja typu live action i tradycyjnej animacji. 

## Fabuła
Film opowiada o iguanodonie Aladarze, rozdzielonym ze swoją rodziną jako pisklę i wychowywanym przez lemury. Uciekając przed deszczem meteorytów, Aladar z przybraną rodziną napotyka na pustyni stado dinozaurów wędrujące do doliny, w której nie będzie zagrażać im żadne niebezpieczeństwo.

## Obsada głosowa
| Postać  | Gatunek       | Wersja angielska   | Wersja polska         |
| ------- | ------------- | ------------------ | --------------------- |
| Aladar  | Iguanodon     | D.B. Sweeney       | Paweł Iwanicki        |
| Plio    | Lemur         | Alfre Woodard      | Grażyna Wolszczak     |
| Yar     | Lemur         | Ossie Davis        | Mariusz Leszczyński   |
| Zini    | Lemur         | Max Casella        | Jacek Kawalec         |
| Suri    | Lemur         | Hayden Panettiere  | Sara Müldner          |
| Kron    | Iguanodon     | Samuel E. Wright   | Tadeusz Huk           |
| Neera   | Iguanodon     | Julianna Margulies | Beata Bandurska       |
| Bruton  | Iguanodon     | Peter Siragusa     | Jerzy Trela           |
| Baylene | Brachiosaurus | Joan Plowright     | Zofia Rysiówna        |
| Eema    | Styracosaurus | Della Reese        | Wiesława Mazurkiewicz |